# 왕신여자중학교
왕신여자중학교(旺信女子中學校)는 대한민국 전북특별자치도 정읍시 신태인읍 신태인리에 있는 사립 중학교이다.

## 학교 연혁
- 1963년 12월 4일 : 학교법인 왕신학원 설립 인가(초대 이기종 이사장 취임)
- 1963년 12월 : 중학교 교실 2층 12교실 준공
- 1964년 1월 4일 : 왕신여자중학교 12학급 설립인가
- 1964년 3월 : 초대 양재근 교장 취임
- 1968년 8월 : 강당 및 체육관 준공
- 1991년 3월 7일 : 제3대 이영락 이사장 취임
- 2003년 12월 8일 : 왕신여자중학교 교사(校舍) 증.개축
- 2020년 9월 1일 : 제11대 염길중 교장 취임
- 2023년 3월 : 혁신+학교(전북미래학교, 전라북도교육청) (~2024.02)
- 2024년 1월 4일 : 제58회 졸업(누계 7,644명)

## 참고 자료
- 왕신여자중학교 - 한국교육학술정보원 학교알리미